# The xx
The xx és una banda del sud-oest de Londres, Anglaterra, formada el 2008. La componen tres nois d'uns vint anys que es van conèixer en l'Elliott School, coneguda per haver donat grups com Hot Chip, Burial i Four Tet. A The Future 50 list de New Musical Express (NME) van ocupar el 6è lloc del rànking el 2009. El seu àlbum de debut xx va ser editat el 17 d'agost de 2009 al segell Young Turks Records. Encara que la banda va treballar amb Diplo i Kwes, aquest treball va ser produït per ells mateixos. El grup ha estat de gira amb The Big Pink i Micachu. El seu single Crystalised va ser presentat com a single de la setmana a l'iTunes anglès.

## Discografia
(àlbums d'estudi)
- xx (2009)
- Coexist (2012)
- I See You (2017)